# Flaga Sulechowa
Flaga Sulechowa – jeden z symboli miasta Sulechów oraz gminy Sulechów w postaci flagi. Flaga umieszczona jest na stałe na budynku Urzędu Miejskiego w Sulechowie (którego siedzibą jest ratusz w Sulechowie), poza tym wykorzystywana jest podczas szeregu różnego rodzaju uroczystości.
Wzór flagi Sulechowa określa załącznik nr 3 do Statutu Gminy Sulechów (przyjętego uchwałą nr V/39/2003 Rady Miejskiej w Sulechowie z dnia 11 lutego 2003 r. z późniejszymi zmianami). Z kolei zasady jej używania określa uchwała Nr XVII/141/2004 Rady Miejskiej w Sulechowie z dnia 27 kwietnia 2004 roku.

## Wygląd
Flaga ma kształt prostokąta o stosunku długości do szerokości 3:2, podzielonego na trzy części w kolorach zielonym, białym i czerwonym. Część znajdująca się od strony drzewca wypełniona jest kolorem zielonym i ma wymiary całej szerokości flagi i 1/3 jej długości. Pozostała część podzielona jest na dwa prostopadłe do pierwszej pasy o równej powierzchni, wypełnione odpowiednio kolorem białym (część górna) i czerwonym (dolna).
Barwy flagi zostały w 2013 roku skrytykowane przez Komisję Heraldyczną, która zwróciła uwagę na fakt, iż zawiera ona kolor zielony, który nie występuje w herbie Sulechowa.